# 北田暁大
北田 暁大（きただ あきひろ、1971年12月28日 - ）は、日本の社会学者。東京大学大学院情報学環教授。専門は、理論社会学・メディア史。博士（社会情報学）（東京大学）（学位論文『責任と正義――リベラリズムの居場所』）。

## 経歴
神奈川県生まれ。聖光学院中学校・高等学校、東京大学文学部社会学科卒業。東京大学大学院人文社会系研究科社会文化研究専攻社会情報学専門分野博士課程単位取得退学。東京大学社会情報研究所助手、筑波大学社会科学系講師、東京大学社会情報研究所助教授、准教授を経て、2015年から現職。
広告などを対象として日本のメディアの現在を分析している。2002年の著書『広告都市・東京――その誕生と死』では、社会システム理論家のニクラス・ルーマンのコミュニケーションの理論を土台として、「つながりの社会性／秩序の社会性」という対比を行った。

## 主張
- 宮台真司の初期における啓蒙活動を評価しており、ロマン主義からの離脱を煽るべきだと考えている[1]。
- 空間的な街を形成しないヴァーチャルなエスニック・タウンが登場している。移住者は故郷を求めるのではなく、自己と故郷をつなぐ中継点を求めて街に集まるようになった。かつてアウラを求めて渋谷にいた日本の若者も、今では街を情報アーカイヴと見なしている。都市が空間的舞台から情報アーカイヴの機能へ移行している背景には情報技術の発展があげられ、アウラを失ったみえない多文化都市が形成されつつある[2]。

## 著書
単著
- 『広告の誕生――近代メディア文化の歴史社会学』（岩波書店, 2000年／岩波現代文庫, 2008年）修士論文における事例分析編がベース
- 『広告都市・東京――その誕生と死』（廣済堂出版［廣済堂ライブラリー］, 2002年）のち増補版、ちくま学芸文庫, 2011年
- 『責任と正義――リベラリズムの居場所』（勁草書房, 2003年）博士論文
- 『＜意味＞への抗い――メディエーションの文化政治学』（せりか書房, 2004年）
- 『嗤う日本の「ナショナリズム」』（日本放送出版協会［NHKブックス］, 2005年）
- 『終わらない「失われた20年」――嗤う日本の「ナショナリズム」・その後』（筑摩書房 [筑摩選書] ，2018年）
- 『社会制作の方法――社会は社会を創る、でもいかにして? 』（勁草書房[けいそうブックス] ，2018年）

共著
- 上野千鶴子、千田有紀、赤川学、飯田祐子、中谷文美、荻野美穂、加藤秀一、竹村和子、北田暁大他 著、上野千鶴子 編『構築主義とは何か』勁草書房、2001年2月。ISBN 978-4326652457。
- （宮台真司）『限界の思考――空虚な時代を生き抜くための社会学』（双風舎, 2005年）
- （東浩紀）『波状言論S改――社会学・メタゲーム・自由』（青土社, 2005年）
- （仲正昌樹・清家竜介・藤本一勇・毛利嘉孝）『現代思想入門――グローバル時代の「思想地図」はこうなっている!』（PHP研究所, 2007年）
- （東浩紀）『東京から考える――格差・郊外・ナショナリズム』（日本放送出版協会［NHKブックス］, 2007年）
- （大澤真幸）『歴史の〈はじまり〉』（左右社、2008年）
- （白井聡・五野井郁夫）『リベラル再起動のために』（毎日新聞出版, 2016年）
- （解体研）『社会にとって趣味とは何か:文化社会学の方法規準』（河出書房新社［河出ブックス］, 2017年）
- （栗原裕一郎・後藤和智）『現代ニッポン論壇事情 社会批評の30年史』（イースト・プレス［イースト新書］, 2017年）
- （ブレイディみかこ・松尾匡）『そろそろ左派は＜経済＞を語ろう――レフト3.0の政治経済学』（亜紀書房, 2018年）
- （岸政彦・稲葉振一郎・筒井淳也）『社会学はどこから来てどこへ行くのか』（有斐閣、2018年）

共編著
- （水溜真由美・野上元）『カルチュラル・ポリティクス 1960/70』（せりか書房, 2005年）
- （吉見俊哉）『路上のエスノグラフィ――ちんどん屋からグラフィティまで』（せりか書房, 2007年）
- （大多和直樹）『リーディングス 日本の教育と社会（10）子どもとニューメディア』（日本図書センター, 2007年）
- 『戦後日本スタディーズ』全3巻　岩崎稔,上野千鶴子,小森陽一,成田龍一共編著　紀伊國屋書店、2008-09
- 『思想地図』1-5　東浩紀共編　日本放送出版協会（NHKブックス 別巻）2008-10　
- 『自由への問い 4 コミュニケーション 自由な情報空間とは何か』責任編集 岩波書店 2010
- （神野真吾・竹田恵子）『社会の芸術/芸術という社会―社会とアートの関係、その再創造に向けて』（フィルムアート社, 2016年）